# Santa Clara-a-Velha
Santa Clara-a-Velha is een plaats (freguesia) in de Portugese gemeente Odemira en telt 780 inwoners (2001).